# Krystian Zimnicki
Krystian Zimnicki (ur. 20 stycznia 1964 w Raciborzu) – polski piłkarz grający na pozycji obrońcy.

## Kariera
Grał w juniorach Unii Racibórz. Seniorską karierę rozpoczynał w Górniku Pszów. W 1986 roku przeszedł do GKS Jastrzębie. W sezonie 1987/1988 wywalczył z tym klubem awans do I ligi. W barwach GKS Jastrzębie rozegrał 24 mecze w I lidze w sezonie 1988/1989, debiutując na najwyższym poziomie rozgrywkowym 30 lipca 1988 roku w przegranym 0:2 meczu z Lechem Poznań. W styczniu 1990 roku odszedł z jastrzębskiego klubu na wolny transfer. Następnie wyjechał do Niemiec, gdzie grał w klubach niższych lig.

## Statystyki ligowe
| Sezon     | Klub           | Liga    | Mecze | Gole |
| --------- | -------------- | ------- | ----- | ---- |
| 1986/1987 | GKS Jastrzębie | II liga | ?     | ?    |
| 1987/1988 | GKS Jastrzębie | II liga | ?     | ?    |
| 1988/1989 | GKS Jastrzębie | I liga  | 24    | 0    |
| 1989/1990 | GKS Jastrzębie | II liga | 11    | 0    |